# Roches-Prémarie-Andillé
Roches-Prémarie-Andillé település Franciaországban, Vienne megyében. Lakosainak száma 2174 fő (2022. január 1.). Roches-Prémarie-Andillé Smarves, Aslonnes, Iteuil, Nouaillé-Maupertuis és La Villedieu-du-Clain községekkel határos.

## Népesség
A település népessége az elmúlt években az alábbi módon változott:
| Lakosok száma | 1934 | 1984 | 2058 | 2021 | 2028 | 2034 | 2071 | 2124 | 2174 |
|               | 2013 | 2015 | 2016 | 2017 | 2018 | 2019 | 2020 | 2021 | 2022 |